# Flarktjärnen (Arvidsjaurs socken, Lappland, 728348-166875)
Flarktjärnen är en sjö i Arvidsjaurs kommun i Lappland och ingår i Byskeälvens huvudavrinningsområde.